# Atractus taeniatus
Atractus taeniatus är en ormart som beskrevs av Griffin 1916. Atractus taeniatus ingår i släktet Atractus och familjen snokar. Inga underarter finns listade.
Arten förekommer i Bolivia, sydvästra Brasilien och norra Argentina. Honor lägger ägg.